# Wilhelm Diefenbach (Politiker, 1895)
Wilhelm Diefenbach (* 25. Februar 1895 in Niederhadamar; † nach 1964) war Abgeordneter des Provinziallandtages der Provinz Hessen-Nassau und des Nassauischen Kommunallandtages.

## Leben
Diefenbach war der Sohn des Kaufmanns Johann Stanislaus Diefenbach und dessen Ehefrau Elisabeth geborene Knapp. Er war katholischer Konfession und heiratete am 22. Dezember 1925 in Höchst am Main Klara Schüler (* 15. November 1901 in Höchst am Main).
Wilhelm Diefenbach absolvierte nach dem Besuch der Volksschule in seinem Heimatort den Präparandenkurs in Limburg an der Lahn, um am Lehrerseminar in Fulda im Jahr 1914 seine 1. Prüfung abzulegen. Danach war er Lehrer an Volksschulen in Thalheim, Presberg, Girkenroth (wo er 1918 seine 2. Prüfung ablegte), Baumbach und Höchst. 1922 fand er eine endgültige Anstellung im Schuldienst in Sindlingen.
Er betätigte sich politisch und trat in die SPD ein, wo er im Jahr darauf als Wahlkampfredner im Westerwald und im Lahngebiet fungierte. Seit 1920 war er Stadtverordneter in Höchst und nach der Eingemeindung ab 1928 in Frankfurt am Main.
Von 1920 bis 1929 war er Mitglied des Nassauischen Kommunallandtages  in Wiesbaden bzw. des  Provinziallandtages der preußischen Provinz Hessen-Nassau, wo er im Finanz- und Rechnungsprüfungsausschuss sowie im Beamten- und Eingabeausschuss tätig war. Der Landtag, dessen Mitglieder in indirekter Wahl von den Abgeordneten des Kommunallandtages Wiesbaden bestimmt wurden, versammelte sich im Ständehaus in Kassel.
Diefenbach war in dieser Zeit auch Vorsitzender des SPD-Unterbezirks Höchst-Homburg-Usingen.
1932 wechselte er zur Sozialistischen Arbeiterpartei Deutschlands. Nach der Machtübernahme durch die  Nationalsozialisten wurde er mehrmals festgenommen und kam in Schutzhaft.  Zum 1. Januar 1934 wurde er auf der Grundlage der Bestimmungen des Gesetzes zur Wiederherstellung des Berufsbeamtentums in den Ruhestand versetzt. Bevor er von 1944 an als kaufmännischer Angestellter in Kronberg im Taunus eine Beschäftigung fand, verdiente er seinen Lebensunterhalt als selbstständiger Waschmittelvertreter und danach in verschiedenen Stellen im Versicherungs- und kaufmännischen Bereich. Ab 1944 lebte er als kaufmännischer Angestellter und später Prokurist in Kronberg.
1945 war er für kurze Zeit Mitglied der Antifaschistischen Vereinigung in Kronberg. Seit etwa 1958 lebte er in Hadamar und trat dort 1960 in Rente.